# Jüdischer Friedhof (Radouň (Štětí))

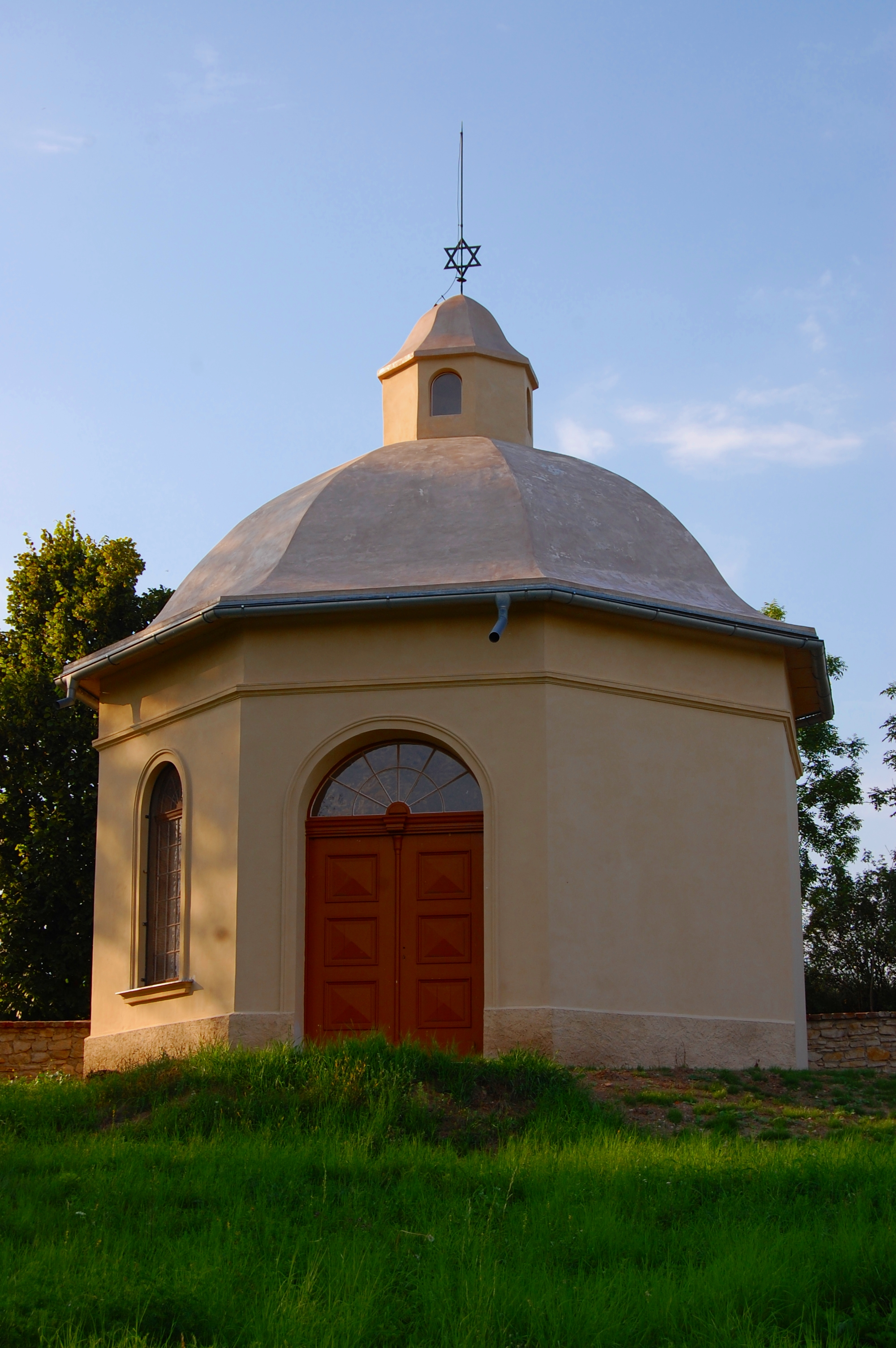
Trauerhalle

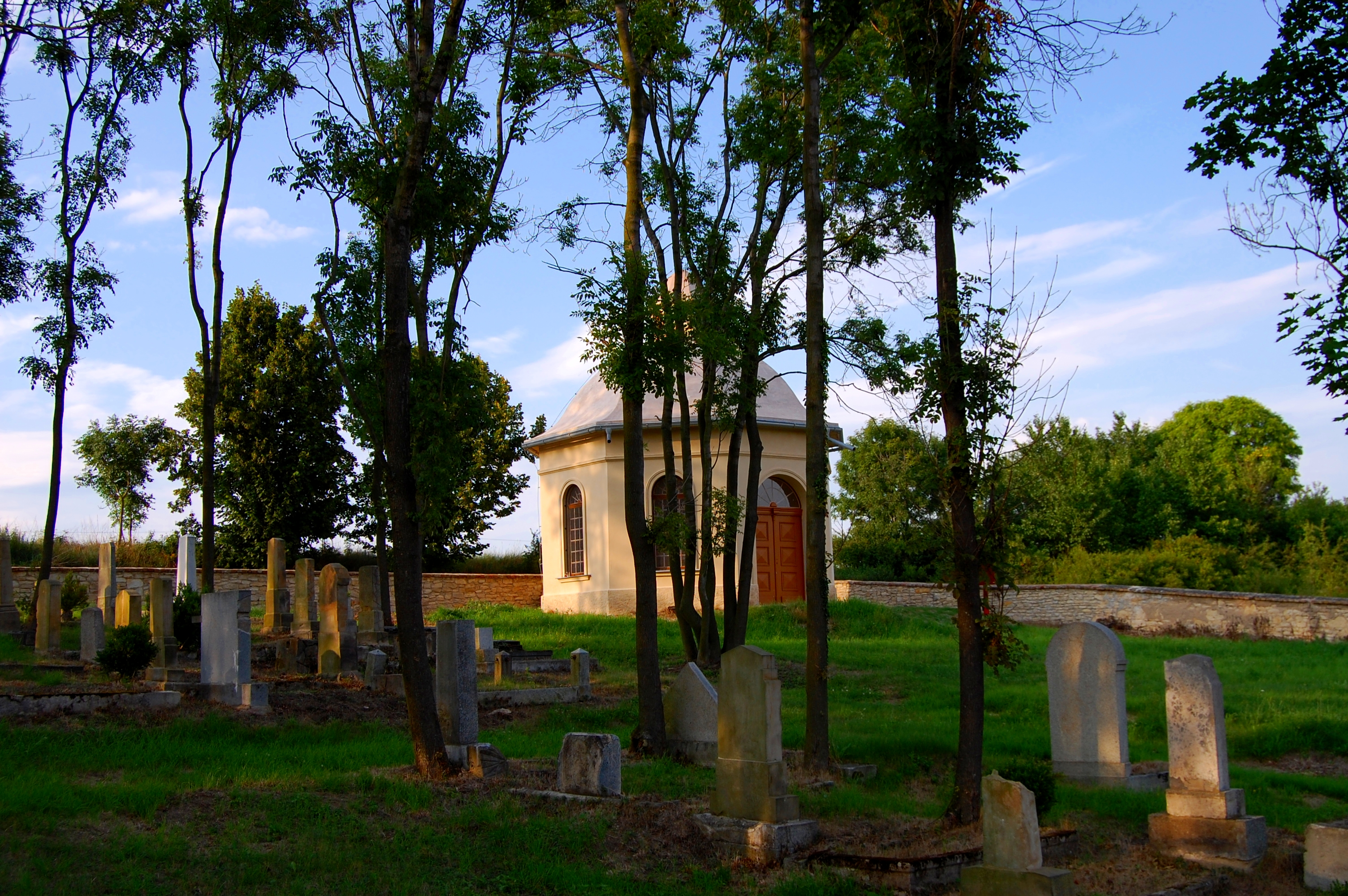
Jüdischer Friedhof in Radouň

Der Jüdische Friedhof in Radouň (deutsch Radaun), einem Ortsteil der Gemeinde Štětí im Okres Litoměřice in Tschechien, wurde 1789 auf einem Abhang nördlich des Ortes errichtet. Der jüdische Friedhof ist seit 1958 ein geschütztes Kulturdenkmal.
Bis 2005 wurde die Zeremonienhalle umfassend renoviert.